# Spiophanes missionensis
Spiophanes missionensis är en ringmaskart som beskrevs av Hartman 1941. Spiophanes missionensis ingår i släktet Spiophanes och familjen Spionidae. Inga underarter finns listade i Catalogue of Life.